# 查爾斯頓級兩棲貨物運輸艦
查爾斯頓級兩棲貨物運輸艦是服役於美國海軍的兩棲貨物運輸艦，同時也是最後一款兩棲貨物運輸艦，於1968年至1994年間服役於兩棲戰備群後退役，其缺位隨後被聖安東尼奧級兩棲船塢運輸艦所取代。

## 發展
查爾斯頓級於1960年代末開始建造，並立即投入越南戰爭，而戰爭結束後隨即因為需求減少，而將該級的大部分隨後轉入後備艦隊。然而，由於海上軍事補給需求的增長，美國海軍於1982年重新將其投入現役。而冷戰結束後，由於運輸需求的減少以及戰略佈局的變更，海軍隨後於1992年退役爾斯頓號及聖路易斯號，並於1994年將其餘艦艇退役封存。

### 設計
查爾斯頓級兩棲貨物運輸艦是美國海軍首批配備全自動化主動力系統的艦艇之一，其動力裝置採用600磅壓力的過熱蒸汽系統。其主要任務為運輸及登陸戰鬥裝備及物資，為減少在運補物資時遭受敵軍攻擊的可能性，海軍對其動線設計進行優化，以求盡可能地減少運輸機會。如責運輸1、3、4號倉庫的貨運電梯，能夠同時將各種物資從不同層級運送至主甲板或直升機平台，確保高效分發。船上還有堆高機以及拖板車，並透過貫穿全艦的主甲板通道，使補給品能夠快速送往不同的卸載站點。此外，艦上的貨艙吊桿與貨運電梯數量充足，使得車輛與貨物能夠同時裝載與卸載，提升作業效率。
上層貨艙內的車輛可透過艙口與貨艙吊桿裝卸，而下層貨艙內的棧板貨物則可使用貨運電梯進行裝卸。2號貨艙的主甲板艙口暢通無阻，即便上方存放著登陸艇，仍可直接開啟進行車輛裝卸作業，無需等待登陸艇搬移完成後才能操作。4號貨艙因可透過5號電梯直接通往飛行甲板或主甲板，特別適合作為高優先級貨物的存放區域。

## 同級艦

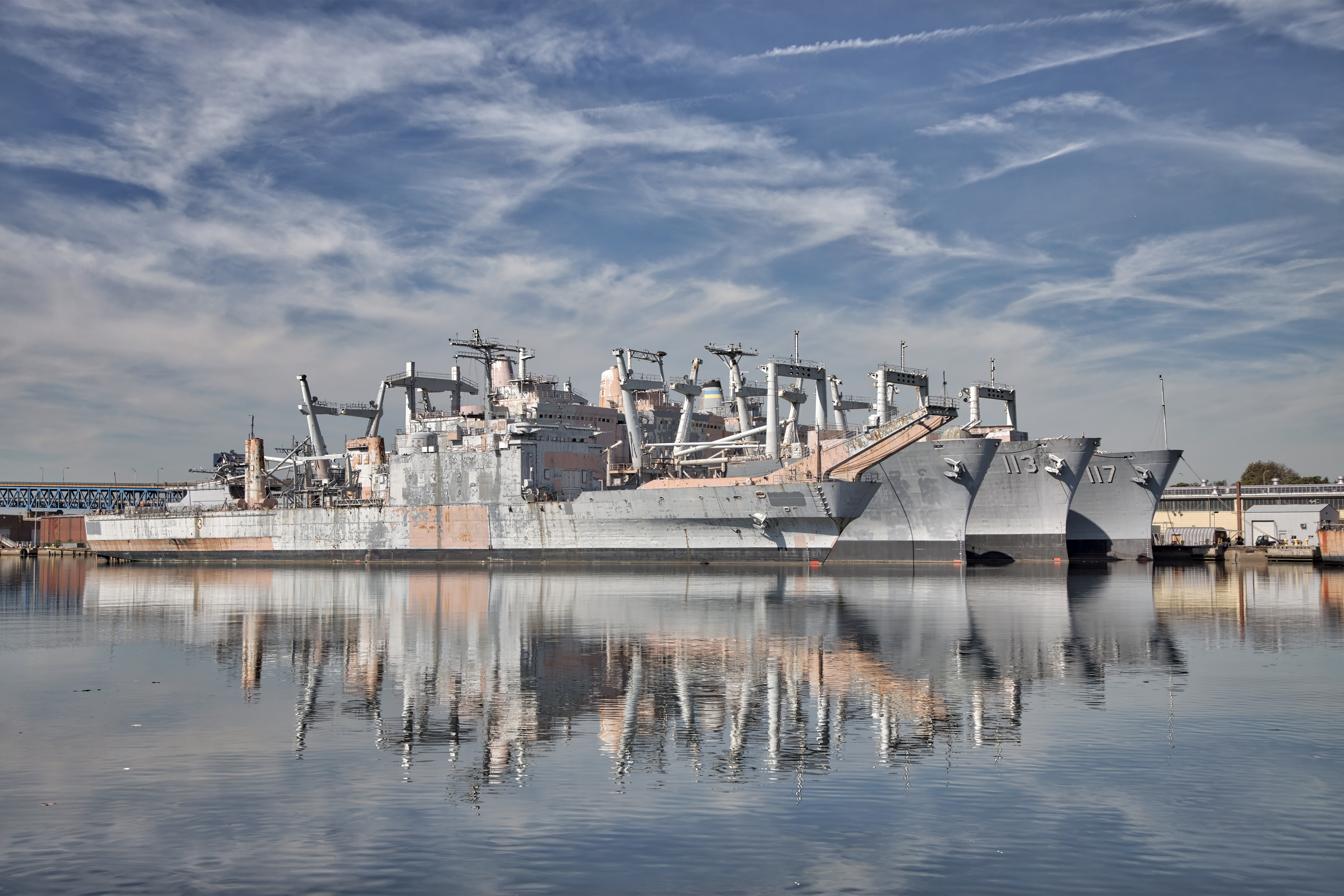
封存於費城的柏德號坦克登陸艦、查爾斯頓號、莫比爾號跟和艾爾帕索號

| 艦名       | 舷號    | 下水               | 造船廠     | 服役       | 退役       | 現況                                   | 參考  |
| ---------- | ------- | ------------------ | ---------- | ---------- | ---------- | -------------------------------------- | ----- |
| 查爾斯頓號 | LKA-113 | 紐波特紐斯造船公司 | 1967-12-02 | 1968-12-14 | 1992-04-27 |                                        | [ 3 ] |
| 德罕號     | LKA-114 | 紐波特紐斯造船公司 | 1968-03-29 | 1969-05-24 | 1994-02-25 | 於2020年8月30日作為靶艦沈沒            | [ 4 ] |
| 莫比爾號   | LKA-115 | 紐波特紐斯造船公司 | 1968-10-19 | 1969-09-25 | 1994-02-25 | 於2023年10月12日抵達德州布朗斯維爾拆解 | [ 5 ] |
| 聖路易斯號 | LKA-116 | 紐波特紐斯造船公司 | 1969-01-04 | 1969-11-22 | 1992-11-02 | 於2018年9月21日作為靶艦沈沒            | [ 6 ] |
| 艾爾帕索號 | LKA-117 | 紐波特紐斯造船公司 | 1969-05-17 | 1970-01-17 | 1994-04-21 | 於2023年10月12日抵達德州布朗斯維爾拆解 | [ 7 ] |